# Kutor Ferenc
Kutor Gyula Ferenc, Kotory Kutor Gy. Ferenc (Nagyatád, 1888. január 11. – Pécs, 1970. november 1.) zeneszerző, karnagy, pedagógus.

## Élete
Apjától tanult zongorázni. Kisgyermekként hamar megismerte a kottát. Jól és hamar váltotta a hangnemeket és abszolút hallása volt. Kisebb dalokat rögtönzött. Apja helyett gyakran orgonálta végig a templomi miséket, de otthon magyar nótákat is zongorázott.
Középiskoláit Kaposváron, Pécsett és Csurgón végezete. 
1909-ben szerzett tanítói oklevelet Csurgón, majd a Zeneakadémián zeneszerzői és középiskolai zenetanári képesítést.[forrás?] Az akadémia az 1913–14-es tanév első féléve után elbocsátotta, oklevelet nem kapott. Legismertebb tanárai Antalffy Zsíros Dezső, Weiner Leó, Herzfeld Viktor, Siklós Albert voltak.
Megszakításokkal tanítóként, tanárként működött Kaposváron, Nagyatádon és a környező falvakban.
Henészen tanító, Budapesten elemi iskolai énektanító. 1914-től a 44. gyalogezred katonája a szerb, orosz és olasz harctéren; megsebesült, hadnagyként szerelt le.
1920-21-ben Bodvicán tanított.
1927-től nyugdíjazásáig a Pécsi Tanítóképző Intézet zenetanára volt, a kántorképző tanfolyam vezetője. Nyugdíjasként a Városi Zenekonzervatórium és a Nagy Lajos Gimnázium óraadó tanára.
A II. világháborúban – megszakításokkal – hátországi szolgálatot teljesített, rövid ideig hadifogságban volt.
Egyénisége, nyelvi gazdagsága tanítványára, Csorba Győzőre is hatott.

## Munkássága
Orgonaműveket, oratóriumot, dalokat és egy operettet komponált.
Római katolikus szertartási könyve 1929-ben jelent meg, két preludiumos orgona kötete 1930-31-ben.
Zeneelméleti Alapismeretek címmel kétkötetes tankönyvet írt, szerkesztője volt a "Dalol a Nemzet" című folyóiratnak.
A Gárdonyi Géza és a Berzsenyi Irodalmi Társaság tagja. 
Tagja volt a Zeneszerzők és Szövegírók Szövetségének, a Szent Cecília Egyesületnek, a Vas Gereben Irodalmi és Művészeti Körnek. Munkatársa volt a Magyar Kórus és a Musica Sacra című egyházzenei folyóiratoknak. Egyik karnagya az Országos Dalosszövetségnek.
Szerzeményeinek kézirata az Országos Széchenyi Könyvtár zenetárában került elhelyezésre.

## Zeneszerzeményei
- Zenekari szvit öt tételben
- Magyar rapszódia
- Karácsonyi álom (zenés játék)
- Lepkevadászat (operett)
- Aranypille (operett, 1936. május 9. Pécsi Nemzeti Színház)
- Sextett (vonóskar)
- Magyar fohász Szent Erzsébethez (Pécs,1934. június 3.)
- Egyéb alkotásai: Requiem, 23 római katolikus egyházi ének, három mise és oratórium Szent Margitról.
- Zenekari és kamarazenei művei: számos induló, keringő, táncdal.
- Műdalok, mintegy 200 magyar nóta.

## Művei
- Zeneelméleti alapismeretek. A népiskolák 3-6. osztálya számára. Pécs, 1925

## További irodalom
- ifj. Kutor Ferenc: Kutor Ferenc zenetanár és zeneszerző élete és munkássága.